# Wutha-Farnroda
Wutha-Farnroda település Németországban, azon belül Türingiában. Lakosainak száma 6378 fő (2023. december 31.). Wutha-Farnroda Hörselberg-Hainich, Seebach, Ruhla és Marksuhl községekkel határos.

## Népesség
A település népességének változása:
| Lakosok száma | 6369 | 6382 | 6271 | 6436 | 6378 |
|               | 2017 | 2019 | 2021 | 2022 | 2023 |